# جون ويتاكر
جون ويتاكر (بالإنجليزية: John Whittaker)‏ هو شخصية أعمال بريطاني، ولد في 14 مارس 1942 في بري ‏ في المملكة المتحدة.